# Juantxo Apezetxea
Juantxo Apezetxea, nacido el 24 de julio de 1971 en Goizueta (Navarra, España), es un ex pelotari español de pelota vasca en la modalidad de mano. 
Fue seleccionado para disputar los Campeonatos del Mundo de Pelota, disputados en 1994 en San Juan de Luz, logrando el oro como suplente, y en 1998 en México, repitiendo medalla de oro, esta vez ya como titular. También venció en el mundial sub-22 de 1992 y en las copas del mundo de 1995 y 1999.
A nivel nacional logró como aficionado el Campeonato de España individual de 1995 y 1998.